# Nicolas Ager
Pour les articles homonymes, voir Ager.
Nicolas Ager (connu aussi sous le nom d’Agerius) est un botaniste et médecin français, né en 1568 à Ittenheim en Alsace et mort le 20 juin 1634 à Strasbourg.
Il est le fils de Johann Heinrich Ager. Il fait ses études à Bâle et à Strasbourg où il obtient son titre de docteur. Il est professeur de médecine et de botanique à Strasbourg à partir de 1618.
Il est notamment l’auteur de Theses physico-medicae de homine sano (1593), Disputatio de Zoophytis (1625), Disputatio de anima vegetativa (1629), De Vita et Morte et De nutritione. Il assure, en 1602, la parution de Reformierte deutsche Apotheke de Walther Hermann Ryff (v. 1500-1548).
Il étudie les végétaux mais aussi les zoophytes, la nutrition, l’insomnie et les troubles psychiques.